# Blechnum christii
Blechnum christii là một loài thực vật có mạch trong họ Blechnaceae. Loài này được C. Chr. mô tả khoa học đầu tiên năm 1905.